# Giacomo Campiotti
Giacomo Campiotti (Varese, 8 luglio 1957) è un regista e sceneggiatore italiano.

## Biografia
Giacomo Campiotti nasce a Varese nel 1957, diplomato al Liceo classico Ernesto Cairoli della sua città natale, è laureato in Pedagogia all'Università di Bologna. Ha lavorato per diversi anni nel teatro di piazza, realizzando spettacoli in giro per l'Italia e all'estero. È stato assistente e aiuto regista di Francesco Laudadio, nonché di Mario Monicelli ne Il marchese del Grillo, Speriamo che sia femmina e I picari.
Frequenta il gruppo "Ipotesi Cinema" ideato da Ermanno Olmi a Bassano del Grappa e realizza per RaiUno i suoi primi apprezzati cortometraggi: Tre donne del 1983, La bomba del 1985 e Ritorno al cinema del 1986. Il suo esordio nel lungometraggio risale al 1989 con il film Corsa di primavera, che racconta la vita di provincia vista attraverso gli occhi dei bambini. Il film viene presentato con successo alla Settimana della Critica alla Mostra del cinema di Venezia e sarà selezionato da numerosi festival internazionali. Inoltre vince il Festival di Giffoni come miglior film.
È del 1994 Come due coccodrilli, con Giancarlo Giannini, Valeria Golino e Fabrizio Bentivoglio. La pellicola, uscita in sordina nelle sale italiane, diventa presto un caso di critica e pubblico, vince numerosi premi in giro per il mondo e viene candidato come miglior film straniero ai Golden Globe del 1996. Cinque anni dopo scrive e dirige Il tempo dell'amore, una storia d'amore ambientata in tre diversi momenti storici e geografici coprodotta da inglesi e francesi.
Nel 1996 vince il Nastro d'Argento per Come due coccodrilli e, nel 1999, il Prix Tournage al Festival di Avignone per Il tempo dell'amore.
Nel 2002 firma la regia della miniserie tv Zivago, un'altra coproduzione internazionale (con Inghilterra e Usa) interpretata da Keira Knightley, Sam Neill e Hans Matheson. Il film viene trasmesso con successo in numerosissimi paesi. Nel 2005 torna al cinema con Mai + come prima, film che tratta tematiche complesse come la morte, la disabilità e l'incomunicabilità tra adulti e adolescenti. Nel 2007 firma la regia della fiction L'amore e la guerra con Daniele Liotti e Martina Stella e porta al successo Giuseppe Moscati - L'amore che guarisce, una produzione Artis Spa e Sacha Film Company Srl con Giuseppe Fiorello nel ruolo del protagonista. Il film, che racconta la storia di Giuseppe Moscati, il medico napoletano che dedicò la sua vita alla cura dei malati meno abbienti e divenne Santo, ha vinto il Premio Maximo Award come Miglior Prodotto e Miglior Produzione internazionale al Roma Fiction Fest del 2007. Giuseppe Moscati convince la critica e registra un indice di ascolto altissimo. Lo stesso successo si ripete con la miniserie Rai Bakhita - La santa africana (2009), che vede l'esordio della senegalese Fatou Kine Boye, le interpretazioni di Stefania Rocca, Fabio Sartor, Francesco Salvi, Ettore Bassi, e le musiche originali del compositore Stefano Lentini con il quale collabora anche nella fiction Il sorteggio (2010), prodotto da Artis Spa, ancora con Giuseppe Fiorello protagonista nel ruolo di Tonino Barone, un giovane operaio della Fiat estratto a sorte come giurato popolare al primo processo alle Brigate Rosse del 1977.
Oltre a questi lavori, Campiotti realizza anche una serie di videoclip, tra cui alcuni per Lucio Dalla.
Campiotti sarà poi il regista di Bianca come il latte, rossa come il sangue (2013), versione cinematografica del romanzo d'esordio di Alessandro D'Avenia; seguirà poi la miniserie Braccialetti rossi (2014-2016), che gli conferirà un notevole successo. Entrambi i lavori vedono la presenza nel cast di Aurora Ruffino. Ad affiancarla sul set della serie TV è Carmine Buschini: quest'ultimo torna a lavorare sotto la regia di Campiotti nella fiction Liberi di scegliere (2019).
Nel 2019 dirige la serie TV Ognuno è perfetto, con protagonisti ragazzi con la sindrome di Down insieme a Cristiana Capotondi ed Edoardo Leo. Lavora nuovamente con la Capotondi del 2021 dirigendola nel film Chiara Lubich - L'amore vince tutto, il film sulla vita di Chiara Lubich, fondatrice del Movimento dei focolari.
A gennaio 2022, va in onda su Rai 1 la sua nuova serie intitolata La sposa, che vede protagonista Serena Rossi nel contesto dei matrimoni per procura dell'Italia degli anni '60.

## Filmografia

### Cinema
- Tre donne – cortometraggio (1983)
- La bomba – cortometraggio (1985)
- Ritorno dal cinema – cortometraggio (1986)
- Corsa di primavera (1989)
- Come due coccodrilli (1994)
- Il tempo dell'amore (1999)
- Mai + come prima (2005)
- Bianca come il latte, rossa come il sangue (2013)
- Ennio Doris - C'è anche domani (2024)

### Televisione
- Ritratti d'autore – serie TV documentaristica, 1 episodio (1996)
- Zivago – miniserie TV, 2 episodi (2002)
- L'amore e la guerra – film TV (2007)
- Giuseppe Moscati - L'amore che guarisce – film TV (2007)
- Bakhita - La santa africana – film TV (2009)
- Preferisco il paradiso – film TV (2010)
- Il sorteggio – film TV (2010)
- La figlia del capitano – film TV (2012)
- Maria di Nazaret – film TV (2012)
- Non è mai troppo tardi – film TV (2014)
- Braccialetti rossi – serie TV, 19 episodi (2014-2016)
- Liberi di scegliere – film TV (2019)
- Ognuno è perfetto – serie TV (2019)
- Chiara Lubich - L'amore vince tutto – film TV (2021)
- La sposa – miniserie TV (2022)
- La lunga notte - La caduta del Duce – serie TV (2024)

## Riconoscimenti
- Nastro d'argento
  - 1990 - Candidatura a miglior regista esordiente per Corsa di primavera
- 1990 – Giffoni Film Festival, Golden Gryphon per Corsa di primavera
- 1990 – Premio del pubblico al Festival di Annecy per Corsa di primavera
- 1994 – Golden Globe, candidato per Come due Coccodrilli
- 1994 – Locarno International Film Festival, candidato per Come due Coccodrilli
- 1994 – Festival Nice New York, Best film Come due coccodrilli
- 1996 – Italian National Syndicate of Film Journalists, Silver Ribbon per Come due coccodrilli
- 1999 – Locarno International Film Festival, candidato per Il tempo dell'amore
- 1999 – Festival Annecy, Premio speciale della giuria per Il tempo dell'amore
- 2000 – Avignon Film Festival, Prix Tournage per Il tempo dell'amore
- 2003 – BAFTA Awards, candidato per Doctor Zhivago (2002)
- 2004 – New York Film Festival Word Medals: best serial, best photography, best soundtrack per Zivago
- 2006 – David di Donatello, candidato per Mai + come prima